# Batrachorhina fasciculata
Batrachorhina fasciculata là một loài bọ cánh cứng trong họ Cerambycidae.